# 하탑초등학교
하탑초등학교는 대한민국 경기도 성남시 분당구에 있는 공립 초등학교이다.

## 학교 연혁
- 1993년 1월 11일 하탑국민학교 설립인가
- 1993년 6월 15일 초대 박상호 교장 취임
- 1993년 7월 1일 하탑국민학교 개교(6학급)
- 1995년 3월 1일 병설유치원 개원
- 1996년 3월 1일 하탑초등학교로 개명
- 2014년 3월 1일 제7대 전홍채 교장 취임
- 2015년 2월 13일 제22회 졸업식(졸업생 누계 4,246명)
- 2015년 3월 1일 초등 25학급 특수2학급 유치원2학급 편성